# Бук (Болгария)
Бук (болг. Бук) — село в Болгарии. Находится в Кырджалийской области, входит в общину Крумовград. Население составляет 341 человек.

## Политическая ситуация
В местном кметстве Бук, в состав которого входит Бук, должность кмета (старосты) исполняет Сабри Ибрахим Кырхасан (Движение за права и свободы (ДПС)) по результатам выборов.
Кмет (мэр) общины Крумовград — Себихан Керим Мехмед (Движение за права и свободы (ДПС)) по результатам выборов.